# Aveos Fleet Performance
Aveos Fleet Performance Inc. est un fournisseur de maintenance, de réparation et révision (MRR) dans le secteur de l’aviation. Soit au niveau de l’entretien général des cellules, des composantes et des moteurs. L’entreprise se situe au Canada et au Salvador et compte approximativement 3 500 employés.

## Histoire

### Services Techniques Air Canada

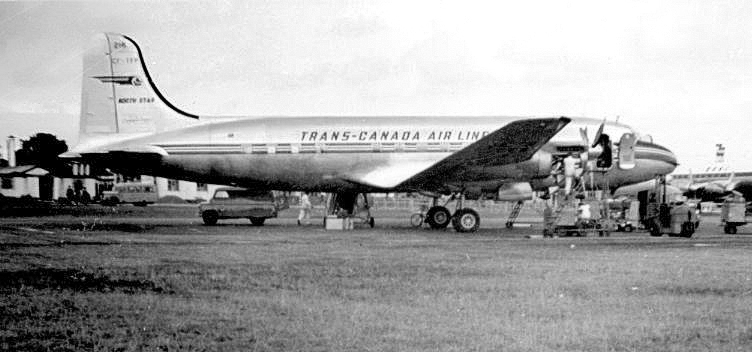
Trans-Canada Airlines (Aéroport de Londres, Heathrow)

Aveos a été fondé en 1937 sous le nom des Services Techniques Air Canada (ACTS). Celle-ci était donc la division de maintenance de la compagnie aérienne Trans-Canada Airlines (TCA), maintenant connue sous le nom d'Air Canada.
À partir de 1968, l'entreprise commença à offrir les services d'entretien à des clients autres que la compagnie aérienne dont est issue ACTS. Ceci a permis d'élargir leurs services de MRR à de nouvelles compagnies aériennes. En 2003, Air Canada déclare faillite sous la protection de la Loi sur les arrangements avec les créanciers des compagnies (LACC), ce qui a occasionné des transformations pour ACTS. En 2004, la compagnie ACE Aviation Holdings est devenue la société mère de l'entreprise Air Canada. C'est à ce moment que ACE a pris la décision de séparer Services Techniques Air Canada de la compagnie aérienne, étant donné les restructurations. En 2005, ACTS devient l’un des premiers membres du réseau de MRR Airbus. 
En février 2007, les Services Techniques Air Canada ont signé un accord pour acquérir 80 % de l’entreprise Aeroman, celle-ci étant affiliée à la compagnie aérienne d’Amérique centrale, Taca International Airlines. Le 16 octobre 2007, alors que deux firmes de placement américaines, Sageview Capital et Kohlberg Kravis Roberts & Co. (KRR), ont acquis 70 % de participation dans l’entreprise ACTS, cette dernière devient donc une entreprise indépendante. Gestion ACE Aviation a conservé près de 30 % de participation dans l'entreprise. Les deux firmes américaines ont été les investisseurs initiaux d’ACTS. Le 23 septembre 2008, ACTS change sa marque de commerce pour adopter officiellement Aveos Fleet Performance Inc. Ce changement facilite donc le processus pour devenir une compagnie indépendante. L’origine du nom Aveos provient en partie du grec «av», qui représente l’aviation, et «eos», qui signifie un nouveau commencement.

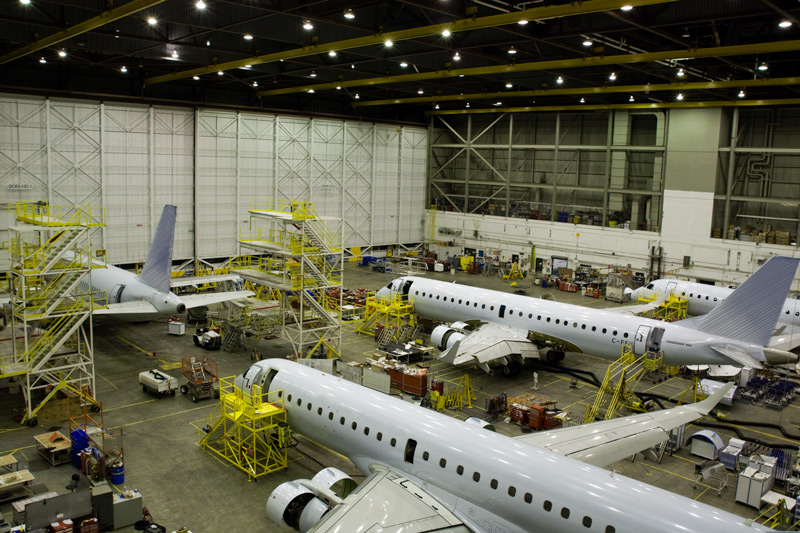
Hangar d'Aveos à Winnipeg, Canada

### Aveos
Aujourd’hui, Aveos est un fournisseur de service MRR indépendant pour les Amériques, soit du Nord, du Sud et centrale étant donné leur centre de services au Salvador. L’entreprise a créé des alliances stratégiques avec certains partenaires, comme General Electric, CFM International, Hamilton Sundstrand et Honeywell, pour ainsi offrir un plus grand éventail de services. En avril 2011, 1 900 mécaniciens des appareils de la compagnie aérienne Air Canada se sont vu forcé au déménagement vers Aveos Fleet Performance Inc. pour ne pas perdre leur emploi. La fin du transfert est prévue d’ici le 14 juillet 2011. Par contre, Air Canada devrait maintenir un effectif de plus ou moins 2 000 mécaniciens pour les révisions quotidiennes. Le 27 avril 2011, la compagnie annonçait le nouveau PDG, Joe Kolshak. Avec plus de 20 ans d’expérience dans le monde de l’aviation, il va guider l’entreprise à grandir dans une industrie qui se remet encore de la récession.
Le 20 mars 2012, Aveos annonce la cessation complète de ses activités au Canada et déclare le licenciement immédiat de tout son personnel, soit 2.600 salariés.

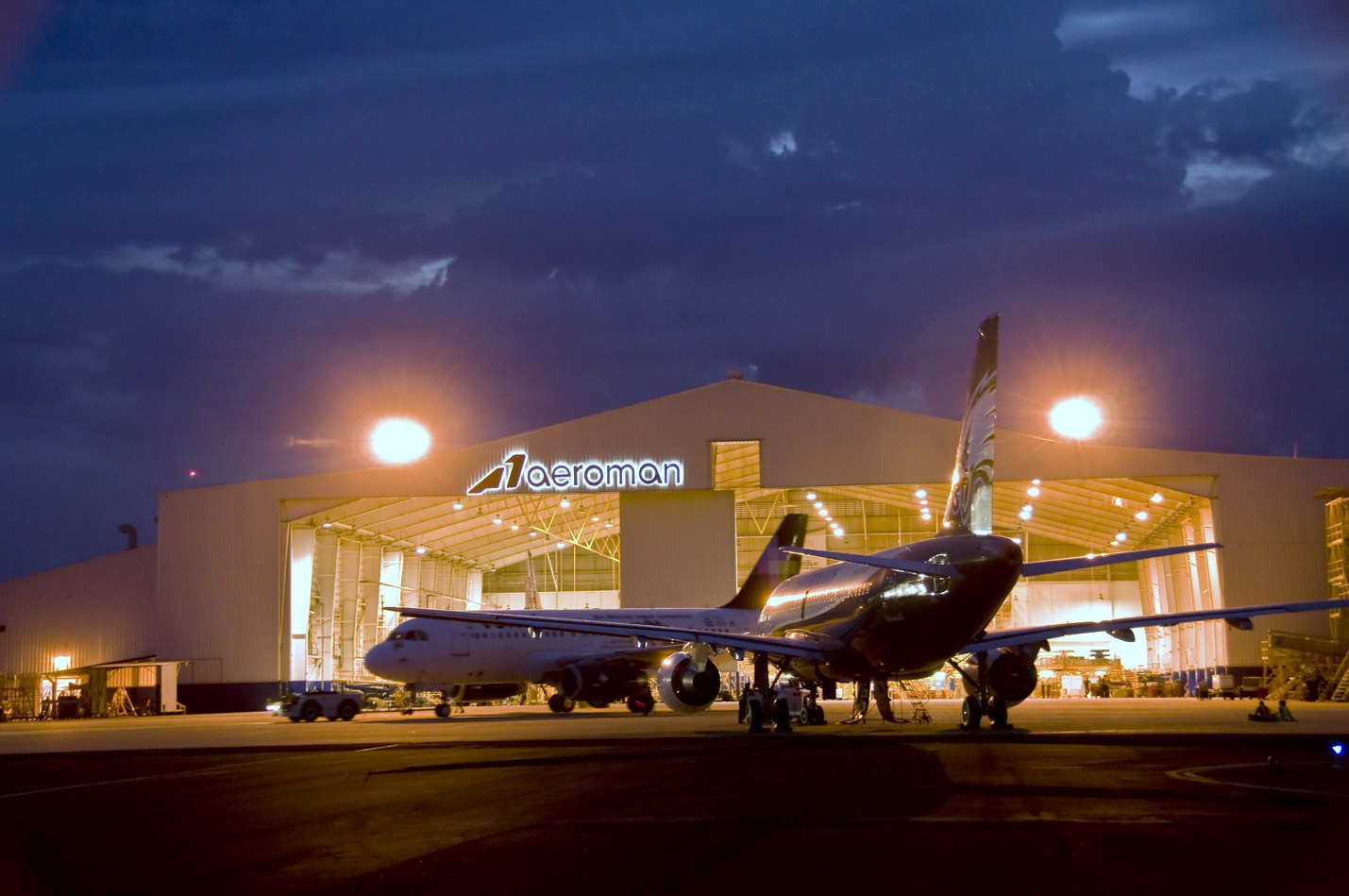
Hangar d'Aeroman au Salvador

### Aeroman
Aeroman a été fondé en 1983 dans le but de fournir des services de maintenance pour la compagnie aérienne Taca International Airlines. Depuis 1992, l'entreprise Aeroman est certifiée par la FAA (Federal Aviation Administration). Cette filiale d’Aveos est un fournisseur de MRR et le seul membre du réseau de MRR Airbus en Amérique latine. L’entreprise fournit des services pour les transporteurs provenant des États-Unis, des Caraïbes, du Mexique, de l’Amérique centrale et de l’Amérique du Sud, étant donné sa situation géographique. Aeroman a eu une très grande croissance au cours des dernières années. La compagnie-mère n'ayant pas hésité a lui donner de gros moyens financiers qui ont servi à la construction de six nouveaux hangars de maintenance.